# Charles Caesar
Charles Caesar (21 novembre 1673 - 2 avril 1741) de Benington, Hertfordshire est un député britannique, un avocat, un conservateur et un jacobite.

## Jeunesse

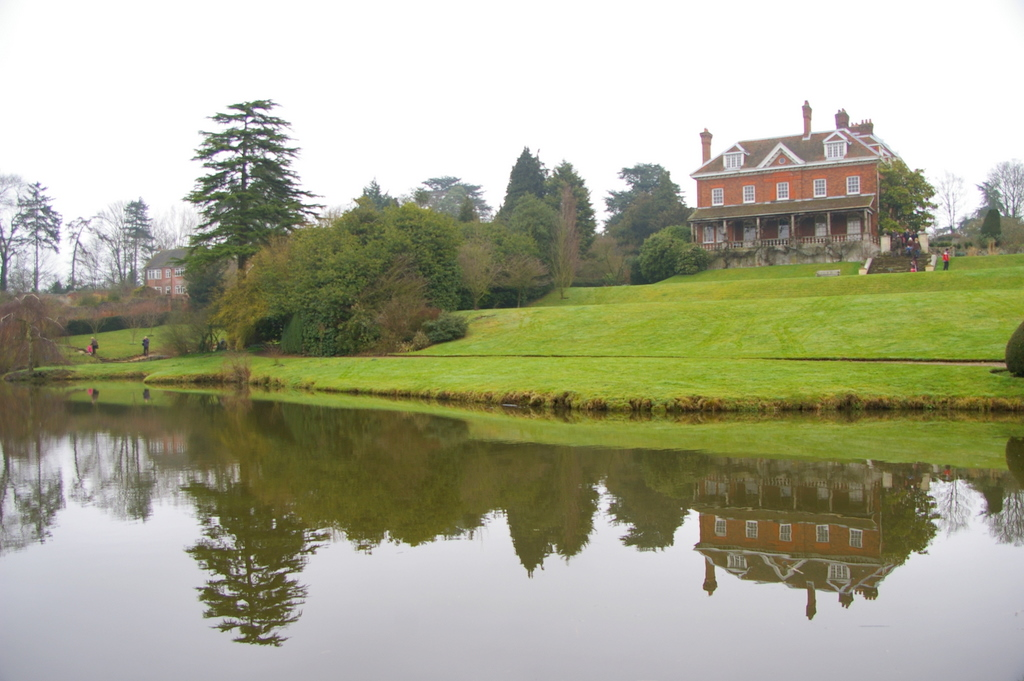
domaine de Benington

Charles Caesar est le fils de Sir Charles Caesar de Benington. Il fait ses études au St Catharine's College de Cambridge et est admis au Middle Temple en 1690. Il hérite du domaine de Benington en 1694.

## Carrière politique
Il entre au Parlement en 1701 en tant que député de Hertford. C'est un arrondissement où sa famille a une influence considérable, mais où il y a un différend en cours sur la franchise (la principale pomme de discorde étant de savoir si les hommes libres non résidents de la ville avaient le droit de voter). Presque toutes les élections se terminent par une pétition à la Chambre des communes contre le résultat, et les décisions sont prises pour des raisons partisanes plutôt que sur le fond de l'affaire. En 1708, César est battu aux élections générales par un certain Sir Thomas Clarke et pétitionne contre le résultat, bien qu'il retire sa pétition avant qu'aucune décision n'ait été prise.
Il regagne son siège en 1710 et sert comme trésorier de la marine dans l'administration du comte d'Oxford de 1711 à 1714, étant démis de ses fonctions lors de la succession hanovrienne. Aux élections générales de 1715, les Whigs obtiennent la majorité et bien que César ait été réélu pour Hertford, ses adversaires (Clarke en étant à nouveau un) adressent une pétition contre lui, alléguant des pots-de-vin et d'autres pratiques illégales, et le résultat est annulé. Bien que temporairement absent du Parlement, César reste actif dans la politique conservatrice et est un proche associé d'Oxford, étant un intermédiaire dans sa tentative d'obtenir le soutien de Charles XII de Suède pour la cause jacobite.
Lors de l'élection suivante, en 1722, César voit de nouveau son élection annulée, ne siégeant que quelques mois avant que le comité ne le considère comme n'ayant pas été dûment élu, et fait de nouveau siéger Sir Thomas Clarke. Cependant, après ce revers, César se présente à la place pour le comté lors de l'élection suivante et siège en tant que député du Hertfordshire pendant la majeure partie du reste de sa vie.

## Vie privée
Il meurt en 1741 dans des difficultés financières, après avoir construit une nouvelle maison à Benington qui brûle en peu de temps. Il épouse, en 1702, Mary, la fille de Ralph Freman d'Aspenden Hall, Hertfordshire et a 2 fils et 2 filles. Le domaine de Benington est vendu par des administrateurs à Sir John Chesshyre en 1744 et la majeure partie des sommes restantes est donnée au fils aîné Charles pour rétablir un siège familial .